# Mardi gras (film, 1941)
Pour les articles homonymes, voir Mardi gras (homonymie).
Pour plus de détails, voir Fiche technique et Distribution.

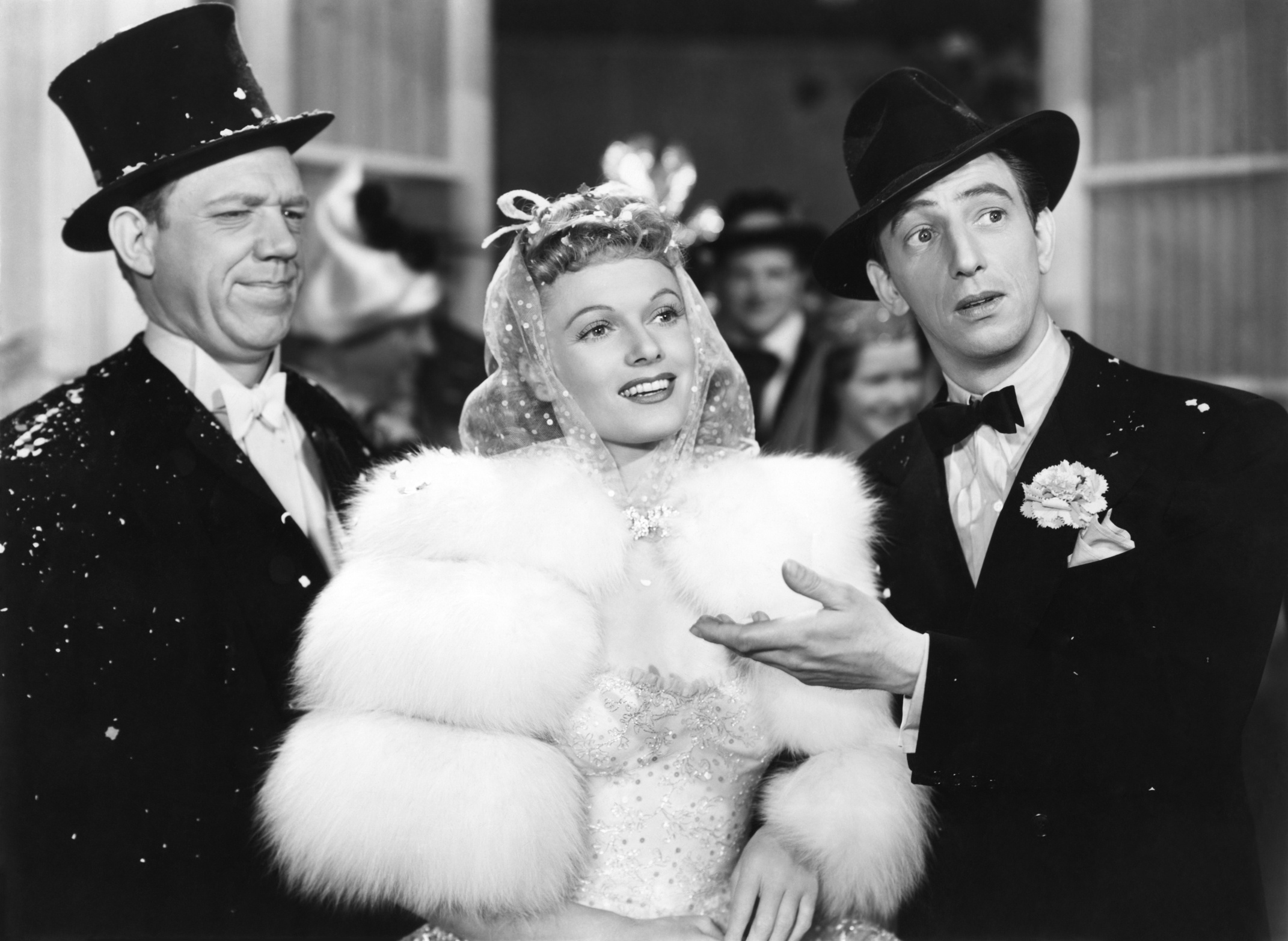
De g. à d. : Paul Hartman, Anna Neagle et Ray Bolger

Mardi gras (Sunny) est un film musical américain réalisé par Herbert Wilcox, sorti en 1941.

## Synopsis
Sunny O'Sullivan, vedette d'une spectacle de cirque, tombe amoureuse de Larry Warren, issu d'une riche famille qui s'oppose à cette union...

## Fiche technique
- Titre : Mardi gras
- Titre original : Sunny
- Réalisateur et producteur : Herbert Wilcox
- Scénario : Sig Herzig, d'après la comédie musicale Sunny (musique de Jerome Kern, lyrics et livret d'Otto Harbach et Oscar Hammerstein II), créée à Broadway en 1925
- Musique originale (+ arrangements et direction musicale) : Anthony Collins
- Directeur de la photographie : Russell Metty
- Directeur artistique : Lawrence P. Williams
- Décors de plateau : Darrell Silvera
- Costumes : Edward Stevenson
- Montage : Elmo Williams
- Société de production : Suffolk Prod.
- Société de distribution : RKO Pictures
- Genre : Film musical et romance
- Pays de production :  États-Unis
- Format : Noir et blanc
- Durée : 98 min
- Date de sortie :
  - États-Unis : 30 mai 1941

## Distribution
- Anna Neagle : Sunny O'Sullivan
- Ray Bolger : Bunny Billings
- John Carroll : Larry Warren
- Edward Everett Horton : Henry Bates
- Grace Hartman : Juliet Runnymede
- Paul Hartman : Egghead
- Frieda Inescort : Elizabeth Warren
- Helen Westley : Tante Barbara
- Benny Rubin : Major Montgomery Sloan
- Muggins Davies : Muggins
- Richard Lane : Journaliste
- Martha Tilton : Reine de cœur
- Torben Meyer : Jean

Acteurs non crédités
- James Flavin : Policier à moto
- Bess Flowers : Mme W. Wakefield
- Larry Steers : Dr Warren

## Distinctions
- 1942 : Nomination à l'Oscar de la meilleure musique de film, catégorie meilleure partition pour un film musical, pour Anthony Collins.